# Trochanteroceros misionicus
Trochanteroceros misionicus is een hooiwagen uit de familie Gonyleptidae.